# 交際費
交際費（こうさいひ、英: entertainment expenses）とは、広い意味では外部との付き合いまたは交渉などの際に支払われる費用のことである。個人のみならず、企業活動でも通常発生する費用であるが、法人の場合、税法上の規定により損金になる上限枠を設けている。

## 家庭における交際費
一般家庭における交際費には、付き合いのある親族・友人などに対する祝儀・お見舞い・慶弔費（香典など）・会食代などが主な交際費となる。

## 法人及び個人事業主における交際費

### 会計
会社等や個人事業主がする得意先などの事業関係者に対する接待費その他の支出を交際費(または接待交際費)として処理する。実務上は、次に述べる税務の取扱いとの関係から、税法上の「交際費等」の範囲をもって会計上の交際費として処理するのが一般的である。

### 税務
時限措置として租税特別措置法により法人税における交際費等の損金不算入を規定している(→有税処理となる)。同法の趣旨からして本来は時限立法のはずであるが、現在では恒久化が常態している。なお、個人事業主には所得税の必要経費の上限規定はない。
損金不算入の取扱いの根拠として、主に以下が挙げられる。
- 法人の冗費の濫用を防ぐ。(交際費が損金算入されると、交際費支出の結果会社の税負担が削減されることとなり、公平上の観点から好ましくない。)
- 会社の接待などに参加することで個人が享受した経済的利益について所得税課税することは困難であるため、代替的に、支出した法人の段階で税を捕捉する。
- ただし、必要経費としての性格もあることや政策的理由などから、一部損金算入を認めている。

#### 税法上の「交際費等」の範囲
租税特別措置法(昭和32年3月31日法律第26号)第61条の4(交際費等の損金不算入)の定義によれば、以下とされる。 
交際費、接待費、機密費その他の費用で、法人が、その得意先、仕入先その他事業に関係のある者等に対する接待、供応、慰安、贈答その他これらに類する行為のために支出するもの
なお、次に掲げる費用のいずれかに該当するものは交際費等から除かれる。
1. 専ら従業員の慰安のために行われる運動会、演芸会、旅行等のために通常要する費用 → 福利厚生費
2. 飲食その他これに類する行為のために要する費用(専ら当該法人の法人税法第2条第15号に規定する役員若しくは従業員又はこれらの親族に対する接待等のために支出するものを除く。)であって、その支出する金額を基礎として政令で定めるところにより計算した金額が政令で定める金額以下の費用。政令（租税特別措置法施行令）で定める金額とは、飲食その他これに類する行為のために要する費用として支出する金額を当該費用に係る飲食その他これに類する行為に参加した者の数で除して計算した金額（割り勘）とし、同号に規定する政令で定める金額は1万円（2024年3月以前：5千円）とする。 → 会議費等
3. 前二号に掲げる費用のほか政令で定める費用。同政令に掲げる費用とは、以下の費用とされる。
  1. カレンダー、手帳、扇子、うちわ、手ぬぐいその他これらに類する物品を贈与するために通常要する費用 → 広告宣伝費
  2. 会議に関連して、茶菓、弁当その他これらに類する飲食物を供与するために通常要する費用（ランチ程度） → 会議費
  3. 新聞、雑誌等の出版物又は放送番組を編集するために行われる座談会その他記事の収集のために、又は放送のための取材に通常要する費用 → 取材費

要約すれば、交際費等とならないのは(1)福利厚生費、(2)社外の者を交えた飲食費で一人当たり1万円（2024年3月以前：5千円）以下のもの、(3)接待などを主目的としない広告宣伝費・会議費・取材費などであり、それ以外の接待・供応・慰安・贈答などに係る支出は原則交際費等になる。寄附金・値引き及び割戻し・給与等に分類されるものも交際費にはならず、交際費の範囲の細かい法令解釈通達があり、交際費の範囲は改正され続けている。

#### 法人の複数人による飲食
法人の複数人による飲食はこのような分類になる。
- 会議である → 会議費（バー・スナック等のとき交際費）
- 会議でない
  - 社内の人間のみである → 福利厚生費か現物給与[2]
  - 社外の人間を含む
    - 1人あたり1万円（2024年3月以前：5千円）以下 → 会議費等
    - 1人あたり1万円（2024年3月以前：5千円）超 → 交際費（接待飲食費）

#### 帳簿記載事項
法人が接待飲食費を交際費又は会議費等として計上するには、下記を帳簿に記載（書類を保存）する必要がある。
- その飲食等のあった年月日
- その飲食等に参加した得意先、仕入先その他事業に関係のある者等の氏名又は名称及びその関係
- その飲食等に参加した者の数（交際費として計上する場合には不要）
- その費用の金額並びにその飲食店、料理店等の名称及びその所在地
- その他参考となるべき事項

#### 損金算入限度額
下記が損金算入額の限度額となり、上限を超える部分の金額は損金不算入。資本金は事業年度終了の日で判定する。年800万円が適用可能かどうかの特例ルールが多数ある。
| 法人及び個人事業主の区分                         | 交際費の損金算入額の上限                             | 会議費・福利厚生費・広告宣伝費など |
| ------------------------------------------------ | ---------------------------------------------------- | ---------------------------------- |
| 資本金が100億円超の法人                          | 0円                                                  | 全額                               |
| 資本金が1億円超の法人 （一定の中小企業を含む）   | 交際費等の中の接待飲食費の50%                        | 全額                               |
| 資本金が1億円以下の法人 （一定の中小企業を除く） | - 年800万円 - 交際費等の中の接待飲食費の50% の多い方 | 全額                               |
| 個人事業主                                       | 全額                                                 | 全額                               |

法人の確定申告において、別表15「交際費等の損金算入に関する明細書」を提出する必要がある。

#### 税効果会計との関係
税効果会計において、税務上損金不算入となる交際費は「永久差異」に該当する。